# 1,2,3-丙三羧酸
1,2,3-丙三羧酸，或称为β-羧基戊二酸（英語：β-carboxyglutaric acid）、俗称：丙三酸（英語：Tricarballylic acid），IUPAC名：丙烷-1,2,3-三羧酸（英語：Propane-1,2,3-tricarboxylic acid），是一种三元羧酸，分子式为C6H8O6，其不同位置羟基化的产物为柠檬酸或异柠檬酸。这种化合物是顺乌头酸酶的酶抑制剂，因此可扰乱三羧酸循环。
一些1,2,3-丙三羧酸形成的酯存在于自然界，如霉菌毒素伏马菌素B1、B2等。
1,2,3-丙三羧酸可由富馬酸經兩步驟合成。

## 烏頭酸酶的抑制機制
烏頭酸酶通常經過中間體烏頭酸催化檸檬酸與異檸檬酸的相互轉化。1,2,3-丙三酸非常適合與烏頭酸酶結合，因為其與檸檬酸相比只缺少羥基。然而從檸檬酸到烏頭酸的轉化過程中，羥基是必需的，因此烏頭酸酶無法完成與1,2,3-丙三酸的反應。